# Brahmapuri (Sarlahi)
Brahmapuri (nep. ब्रह्मपुरी) – gaun wikas samiti w środkowej części Nepalu  w strefie Dźanakpur w dystrykcie Sarlahi. Według nepalskiego spisu powszechnego z 2001 roku liczył on 1232 gospodarstw domowych i 7204 mieszkańców (3430 kobiet i 3774 mężczyzn).